# Daniel Niculae
Daniel George Niculae (n. 6 octombrie 1982, București, România) este un fotbalist român retras din activitate. El are în palmares cu FC Rapid București un campionat al României, două cupe ale României și două supercupe. A debutat în Liga 1 pe 16 mai 2001 în fața Stelei, scor 1-1.

## Carieră

### Rapid București (2001-2006)
Daniel Niculae și-a început cariera la Rapid București în anul 2000. A reușit să își ajute echipa să câștige campionatul în sezonul 2002-2003. În Cupa UEFA 2005-2006, a reușit să formeze împreună cu Mugurel Buga, una dintre cele mai puternice perechi de atac din competiție. Rapid a reușit să ajungă în acel sezon până în sferturile competiției, când a fost eliminată de Steaua București și a reușit să câștige Cupa României în fața Național București.
În martie 2006 a primit Medalia „Meritul Sportiv” clasa a II-a cu o baretă din partea președintelui României de atunci, Traian Băsescu, deoarece a făcut parte din echipa Rapidului care a obținut calificarea în sferturile Cupei UEFA 2005-2006.

### AJ Auxerre (2006-2010)
Niculae a semnat cu formația franceză AJ Auxerre în vara anului 2006 pentru 3,3 milioane de euro. În primul său sezon a marcat 4 goluri în Cupa UEFA, dar nu a reușit să marcheze în Ligue 1. În următorul sezon a marcat 11 goluri și a reușit să își țină echipa în prima ligă.
În sezonul 2009-2010, președintele clubului a dorit să îl împrumute la un alt club, dar s-a răzgândit deoarece nou-venitul Alexandre Licata s-a accidentat. Daniel Niculae a devenit mai mult un creator de goluri, decât un marcator. El a fost al treilea cel mai bun assist.

### Monaco & Nancy (2010-2012)
După expirarea contractului său cu AJ Auxerre pe 15 iunie 2010, Niculae a semnat pe 3 ani cu rivali de la AS Monaco. Acolo a petrecut un prim sezon nu foarte bun și a fost împrumutat la AS Nancy.

### Kuban Krasnodar
În ultimul an de contract la Monaco, Niculae a fost vândut în Rusia la Kuban Krasnodar, unde a semnat pe 2 ani. El a semnat cu Kuban, în speranța că antrenorul român, Dan Petrescu, îl va titulariza și îl va ajuta să crească. Antrenorul român a plecat de la Kuban, după venirea lui Niculae, iar jucătorul nu a prea prins primul 11.

## Cariera internațională
A debutat pentru echipa națională a României la data 20 august 2003 în meciul Ucraina 0–2 România. A evoluat alături de selecționata României la Campionatul European de Fotbal 2008. A fost folosit titular împotriva Franței și Italiei și a intrat pe teren pe parcursul reprizei secunde cu Olanda. Nu a marcat nici un gol în cele trei meciuri. În martie 2008 a primit Medalia „Meritul Sportiv” clasa a III-a, pentru rezultatele obținute în preliminariile Campionatului European și pentru calificarea la turneul final din 2008.

### Goluri marcate pentru națională
Coloana "Scor" indică cât a devenit scorul ca urmare a golului înscris de Daniel Niculae, iar coloana "Rezultat final" reprezintă scorul cu care s-a terminat meciul.
| #  | Data              | Locul                                     | Adversar        | Scor | Rezultat final | Competiție                        |
| -- | ----------------- | ----------------------------------------- | --------------- | ---- | -------------- | --------------------------------- |
| 1. | 16 noiembrie 2005 | Stadionul Ghencea, București, România     | Nigeria         | 1–0  | 3–0            | Amical                            |
| 2. | 26 mai 2006       | Soldier Field, Chicago, SUA               | Irlanda de Nord | 2–0  | 2–0            | Amical                            |
| 3. | 21 noiembrie 2007 | Stadionul Lia Manoliu, Bucharest, Romania | Albania         | 3–0  | 6–1            | Calificări UEFA Euro 2008 grupa G |
| 4. | 21 noiembrie 2007 | Stadionul Lia Manoliu, București, România | Albania         | 4–0  | 6–1            | Calificări UEFA Euro 2008 grupa G |
| 5. | 26 martie 2008    | Stadionul Ghencea, București, România     | Rusia           | 2–0  | 3–0            | Amical                            |
| 6. | 14 noiembrie 2009 | Polish Army Stadium, Varșovia, Polonia    | Polonia         | 1–0  | 1–0            | Amical                            |
| 7. | 29 mai 2010       | Ukraina Stadium, Liov, Ucraina            | Ucraina         | 2–1  | 2-3            | Amical                            |
| 8. | 5 iunie 2010      | Sankt Veit an der Glan, Kärnten, Austria  | Honduras        | 1–0  | 3-0            | Amical                            |
| 9. | 11 noiembrie 2011 | Stade Maurice Dufrasne, Liège, Belgia     | Belgia          | 1–2  | 1-2            | Amical                            |

## Palmares
Rapid București
- Liga I (1): 2002-03
- Cupa României (2): 2001-02, 2005-06
- Supercupa României (2): 2002, 2003

Astra Giurgiu
- Liga I (1): 2015-16
- Supercupa României (1): 2016